# Natsugumo

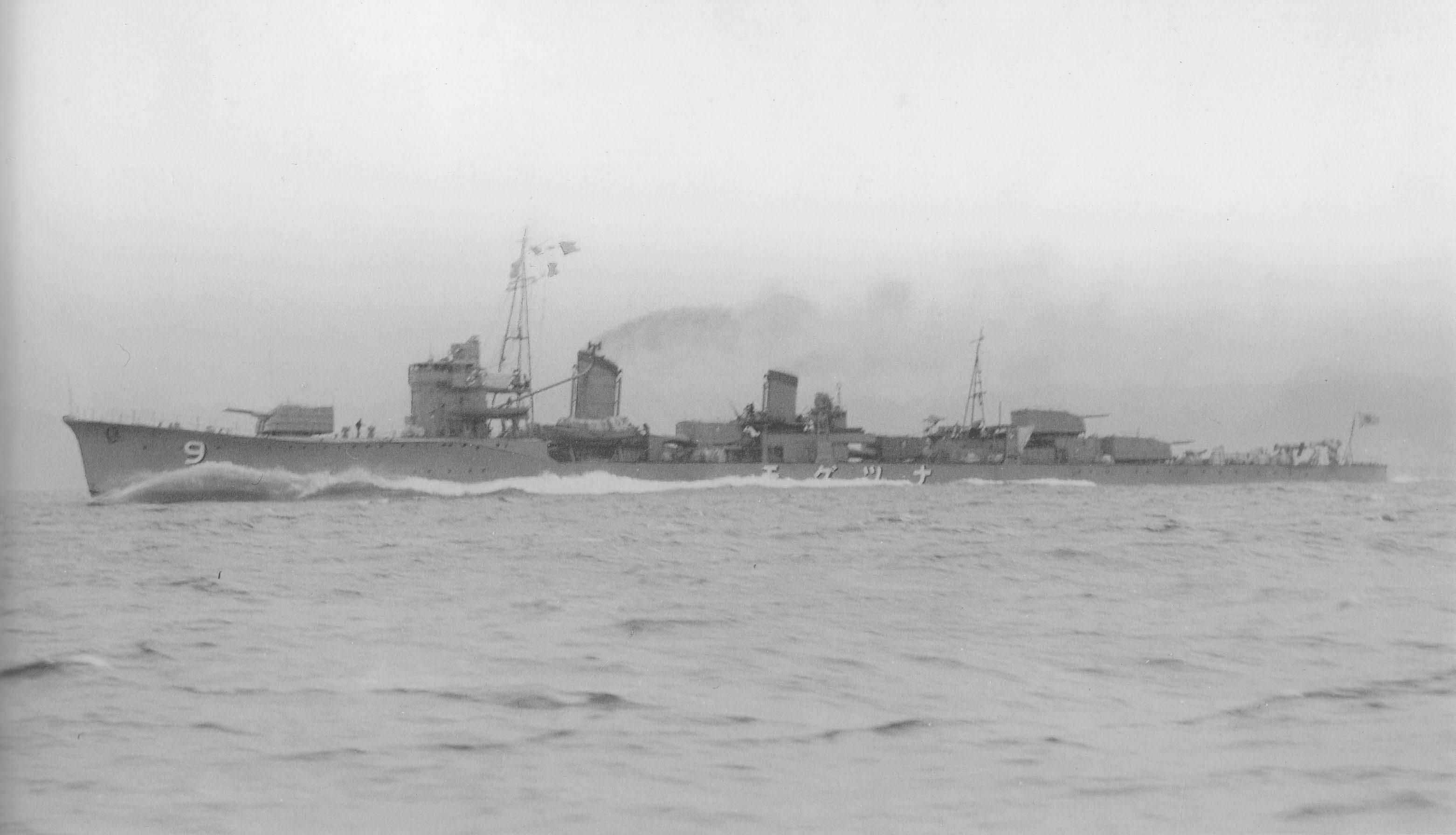
Le Natsugumo en novembre 1939

Le Natsugumo est un destroyer de 1re classe de la classe Asashio de la Marine impériale japonaise. Construit à l'arsenal naval de Sasebo il a été mis en service le 30 décembre 1937. Il a été coulé le 12 octobre 1942.